# Stagione delle piogge in Estremo Oriente
La stagione delle piogge in Estremo Oriente (in cinese: 梅雨S, méiyǔP; in giapponese: 梅雨?, tsuyu; in coreano: 장마?, jangmaLR; in russo затяжные?, zatjažnye) coinvolge territori come Russia, Cina, Taiwan, Corea del Sud e Giappone. In Estremo Oriente è compresa da fine maggio inizi di giugno per tutto il periodo estivo. Questa stagione è caratterizzata da un clima molto umido e precipitazioni giornaliere. Termina verso la fine dell'estate quando la crosta subtropicale ritorna abbastanza forte da spingerla in direzione settentrionale.
L'alto tasso di umidità nell'aria durante questo periodo agevola la formazione di muschi e muffe non solo negli alimenti ma persino nei tessuti. Dal punto di vista ambientale, le abbondanti precipitazioni accrescono la crescita di muschi e straripamenti nelle aree coinvolte. Il paese con maggiori precipitazioni, una all'ora, è rappresentato dalla città di Nagasaki in Giappone, che nel 1982 fece registrare 153 mm. Tuttavia il primato assoluto è stato registrato nella prefettura di Miyazaki, sempre in Giappone, nel 2003 con 8670 mm.